# NGC 7048
NGC 7048 is een planetaire nevel in het sterrenbeeld Zwaan. Het hemelobject werd op 19 oktober 1878 ontdekt door de Franse astronoom Édouard Jean-Marie Stephan.
NGC 7048 is een van de twee planetaire nevels ontdekt door Stephan. De andere is NGC 7027.

## Synoniemen
- PK 88-1.1